# گویچه‌کند
گویچه‌کند (به لاتین: Göyçəkənd، تا ۵ اکتبر ۱۹۹۹ اکتبر Oktyabr) یک منطقه مسکونی در جمهوری آذربایجان است که در شهرستان گوی‌گول واقع شده است. گویچه‌کند ۶۸۳ نفر جمعیت دارد.